# Parornix crataegifoliella
Parornix crataegifoliella är en fjärilsart som först beskrevs av James Brackenridge Clemens 1860.  Parornix crataegifoliella ingår i släktet Parornix och familjen styltmalar. Inga underarter finns listade i Catalogue of Life.